# Alice Roosevelt Longworth
Alice Lee Roosevelt Longworth (12 de febrero de 1884 - 20 de febrero de 1980) fue una prominente socialité estadounidense. Era la hija mayor del presidente de los Estados Unidos Theodore Roosevelt y su primera mujer, Alice Hathaway Lee.
Longworth tuvo una vida poco convencional y polémica. Su matrimonio con el representante Nicholas Longworth III (Republicano por Ohio), un líder del partido y 38.º presidente de la Cámara de Representantes de EE. UU., fue inestable, y su única hija Paulina fue fruto de su relación con el senador William Edgar Borah de Idaho.

## Niñez

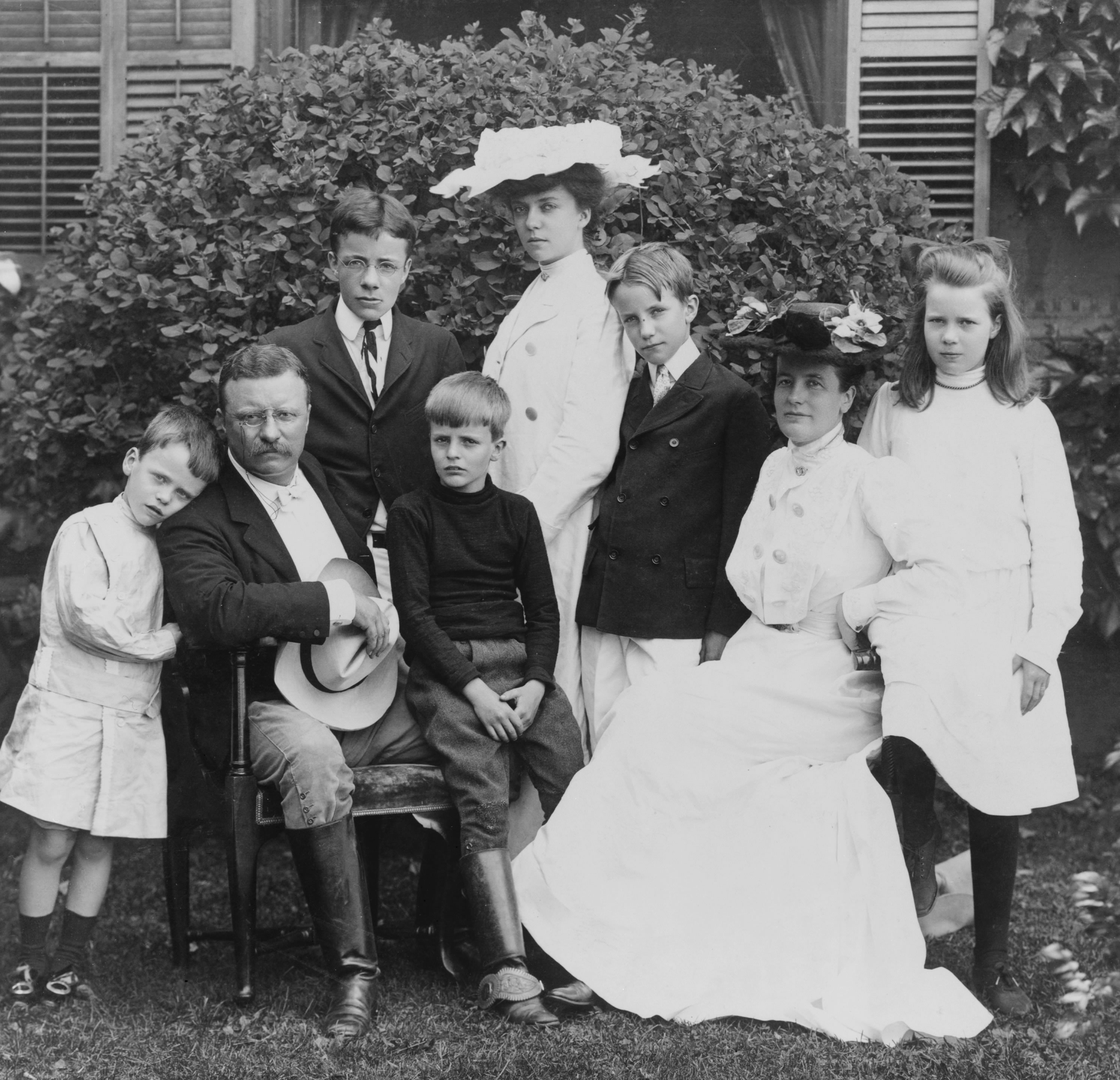
La familia Roosevelt en 1903 con, desde la izquierda, Quentin, Theodore Roosevelt, Ted, Archie, Alice, Kermit, Edith, y Ethel.

Alice Lee Roosevelt nació en la casa familiar de los Roosevelt en 6 West 57.º St. En Nueva York. Su madre, Alice Hathaway Lee Roosevelt, era de Boston y heredera de un banquero. Su padre, Theodore, era entonces un asambleísta por la Asamblea Estatal de Nueva York. Como miembro de la familia Roosevelt de Oyster Bay, Alice era descendiente de la familia Schuyler.
Dos días después de su nacimiento, en la misma casa, su madre murió por una insuficiencia renal no diagnosticada. Once horas antes, la madre de Theodore, Martha Stewart "Mittie" Bulloch también había fallecido, de fiebre tifoidea.
Theodore quedó tan devastado por la muerte de su esposa que casi no podía soportar pensar en ella. No volvió a hablar casi nunca de ella, no permitía que fuera mencionada en su presencia, e incluso omitió su nombre en su autobiografía. Por tanto, a su hija Alice la llamaba "Baby Lee" en lugar de su nombre. Ella lo adoptó para el resto de su vida, a menudo prefiriendo ser denominada "señora L" más que "Alice".
Buscando consuelo, Theodore se retiró de su vida en Nueva York y marchó al oeste, donde pasó dos años viajando y manteniendo como base su rancho en Dakota del Norte. Dejó a su hija al cuidado de su hermana Anna, conocida como "Bamie" o "Bye". Se conservan cartas a Bamie que revelan la preocupación de Theodore por su hija.
Bamie tuvo una gran influencia en la joven Alice, que más tarde hablaría de ella con admiración: "Si la tía Bye hubiera sido un hombre, habría sido presidenta". Bamie la tuvo bajo su cuidado vigilante, en su casa llena de libros de Manhattan, hasta que Theodore se casó otra vez.
Después del matrimonio de Theodore con Edith Kermit Carow, Alice fue criada por su padre y madrastra. Los cinco hijos de Theodore y Edith fueron Theodore III (Ted), Kermit, Ethel, Archibald (Archie), y Quentin. Permanecieron casados hasta su muerte en enero de 1919. Durante la mayor parte de la niñez de Alice, Bamie fue una figura remota que finalmente se casó y se trasladó a Londres por un tiempo. Pero más tarde, cuando Alice se volvió más independiente y entró en conflicto con su padre y madrastra, la tía "Bye" le proporcionó la estabilidad y estructura necesarias. Al final de su vida, diría de su tía: " Hay siempre alguien en cada familia que la mantiene unida. En la nuestra, era la tía Bye".

## Relación con Edith Kermit Carow Roosevelt
Había tensiones en la relación entre la joven Alice y su madrastra, que había conocido a la esposa anterior de su marido y dejó claro que consideraba a su predecesora bonita, pero insípida e infantil. Edith una vez enojada le dijo que si Alice Hathaway Lee hubiera vivido más, habría aburrido a Theodore hasta la muerte.
Alice, frecuentemente malcriada con regalos, creció y en la adolescencia se convirtió en una gran belleza como su madre. Sin embargo, continuó la tensión con su madrastra y la separación prolongada y atención limitada de su padre creó una joven tan independiente y extrovertida como segura de sí misma y calculadora. Cuando su padre era gobernador de Nueva York, él y su mujer propusieron a Alice asistir a una escuela conservadora para señoritas de la ciudad de Nueva York. Tras una visita, Alice escribió: "Si me envías allí, te humillaré. Haré algo que te avergüence. Te digo que lo haré".
En años posteriores, Alice expresó admiración por el sentido del humor de su madrastra y declaró que habían compartido gustos literarios similares. En su autobiografía Crowded Hours, Alice escribió de Edith Carow: "Que yo era hija de otro matrimonio era un hecho sencillo e hizo una situación que tenía que ser tratada, y madre lo hizo con una justicia, encanto e inteligencia en un mayor grado que casi cualquiera que conozca".

## La presidencia del padre

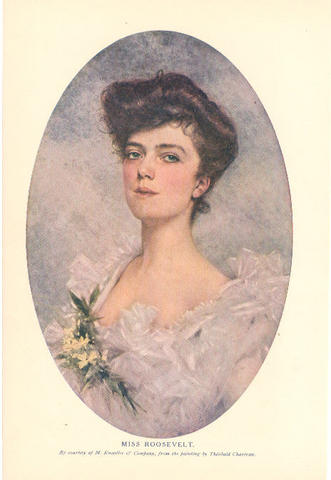
Alice Roosevelt, retrato formal por Theobald Chartran (1901).

Cuando su padre asumió el cargo en 1901 tras el asesinato del presidente William McKinley, Jr. en Búfalo (un acontecimiento que recibió con "éxtasis puro"), Alice se convirtió en una celebridad al instante e icono de la moda a la edad de 17 años, y en su debut social en 1902 lució un vestido celeste grisáceo en un tono pronto conocido como "Alice blue", creando una tendencia en el color de la ropa de las jóvenes distinguidas estadounidenses. Alice era conocida por romper las normas en una época en que las mujeres estaban bajo una gran presión para permanecer conformes. El público estadounidense era informado por una prensa ávida de muchas de sus proezas y el Journal des Debats en París informó que en 15 meses Alice Roosevelt había asistido a 407 cenas, 350 bailes y 300 fiestas. Fumaba cigarrillos en público, viajaba en automóvil con hombres, se quedaba hasta tarde en las fiestas, tenía una serpiente de mascota en la Casa Blanca llamada Emily Spinach (Emily por su tía solterona y Espinaca por su color verde), y fue vista haciendo apuestas con un corredor de apuestas./

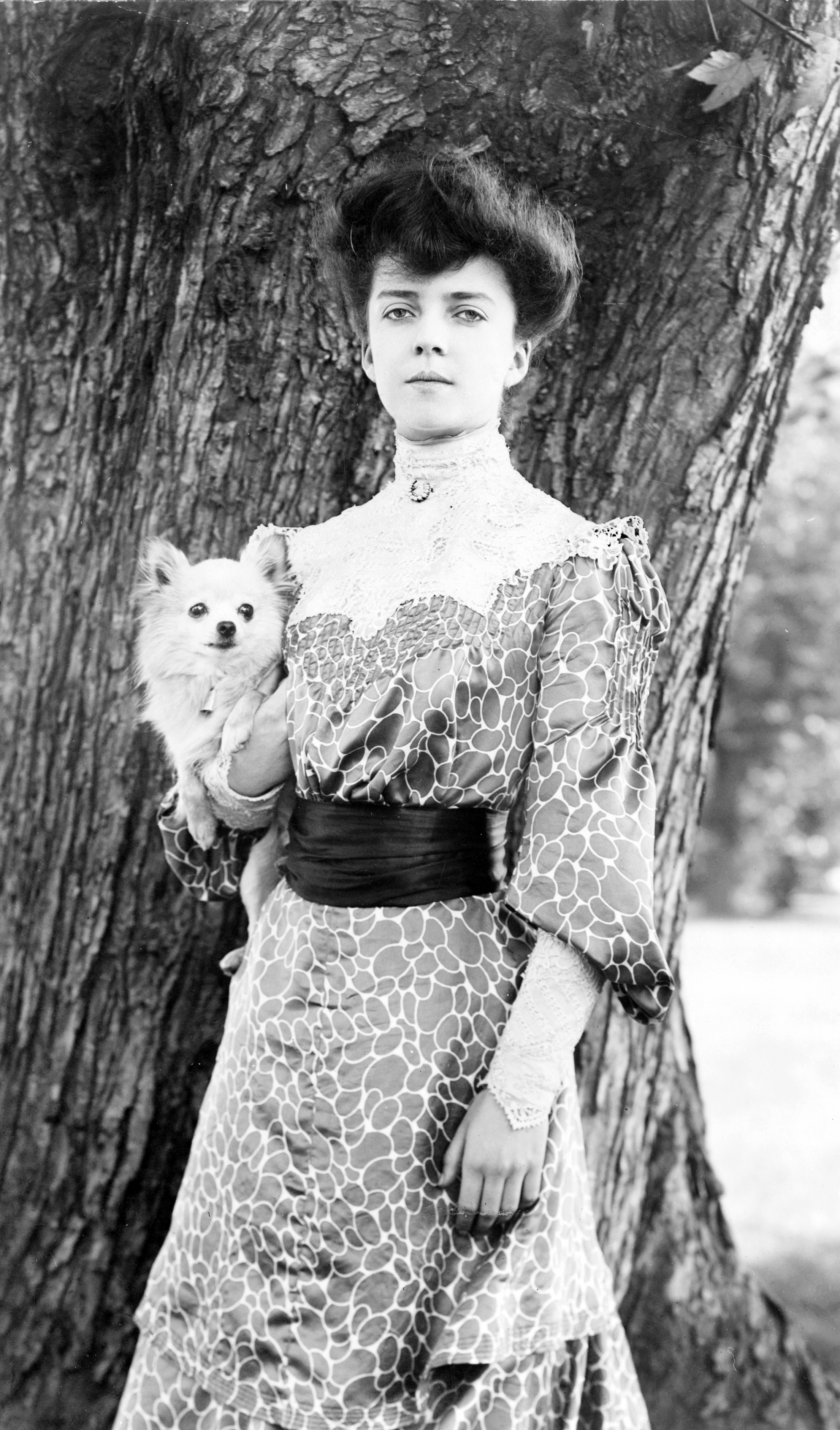
Alice Roosevelt en 1905, con su perro, Leo, un chihuahua de pelo largo. También tenía un pekinés llamado Manchú, por la emperatriz china Cixi.

En 1905, Alice, junto con el secretario de Guerra de su padre, William Howard Taft, dirigió la delegación estadounidense a Japón, Hawái, China, las Filipinas, y Corea. Era la más grande misión diplomática hasta entonces realizada, compuesta por 23 congresistas (incluyendo su futuro marido Nicholas Longworth), siete senadores, diplomáticos, oficiales y hombres de negocios.
Durante el crucero a Japón, Alice saltó a la piscina del barco totalmente vestida, y convenció al congresista Longworth para que se uniera a ella en el agua. (Muchos años más tarde, Bobby Kennedy la criticaría sobre el incidente, diciendo que era escandaloso para la época, a lo que una octogenaria Alice respondió que solo habría sido escandaloso si se hubiera quitado la ropa.) En su autobiografía, Crowded Hours, Alice anotó el acontecimiento, señalando que entonces había poca diferencia entre la falda de lino y blusa que llevaba y el bañador femenino del periodo.

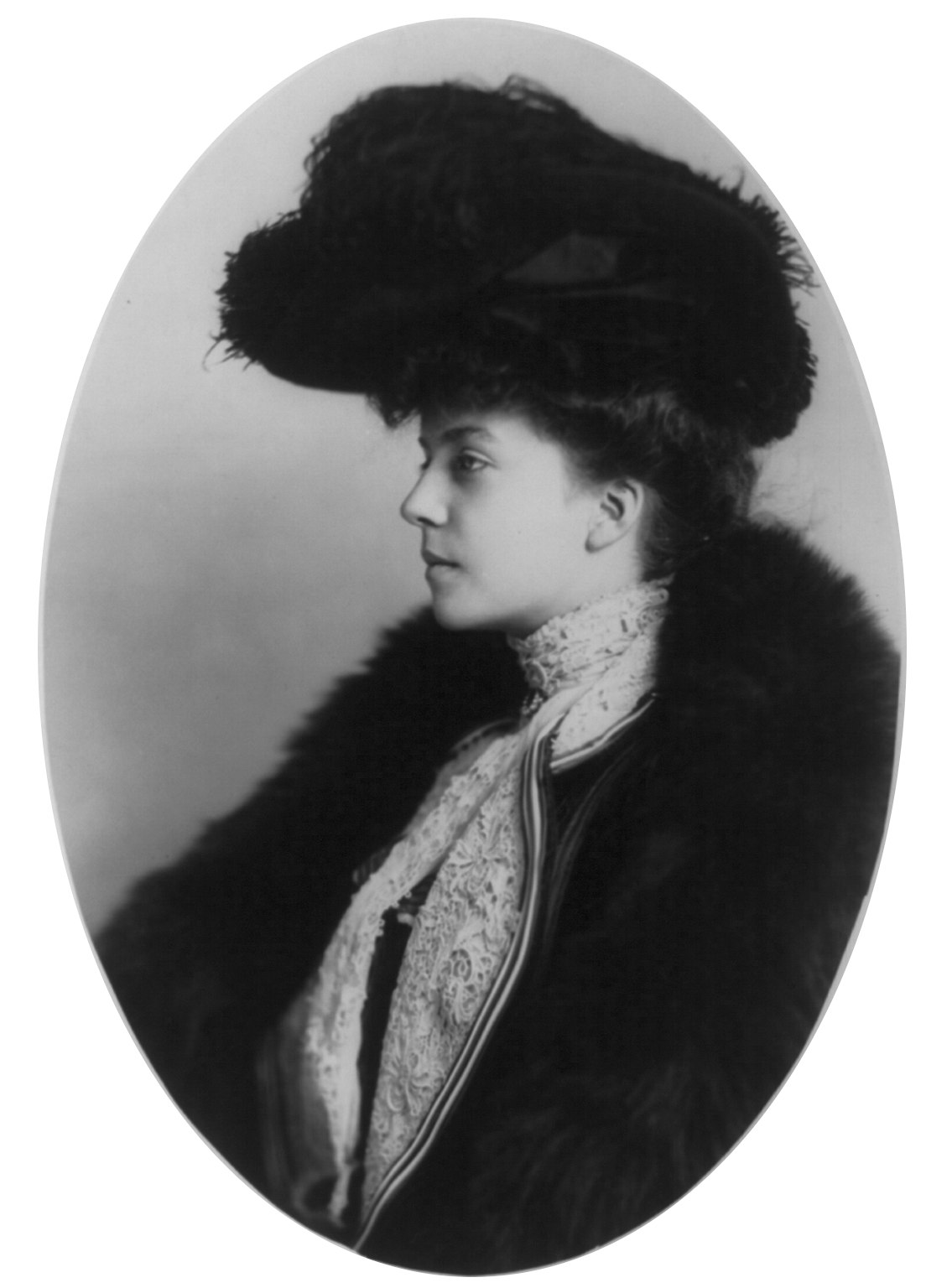
Retrato de estudio de Alice Roosevelt por Frances Benjamin Johnston, 1902.

Una vez, un visitante de la Casa Blanca comentó sobre las frecuentes interrupciones de Alice en el Despacho Oval, a menudo para ofrecer consejo político. El agotado presidente comentó a su amigo, el autor Owen Wister, después de su tercera interrupción en su conversación y amenazando con 'arrojarla por la ventana', "puedo dirigir el país o puedo atender a Alice, pero no puedo hacer ambas cosas".
Alice fue el centro de atención de la vida social durante la presidencia de su padre, y disfrutaba de esa atención, incluso cuando se irritaba por algunas de las restricciones por seguridad. En esto, Alice se parecía a su padre. Más tarde dijo de Theodore, "quiere ser la novia en cada boda, el cadáver en cada funeral, y el bebé en cada bautizo".

## Vida de casada

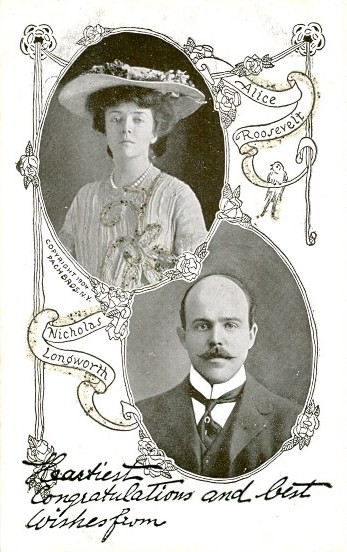
Postal celebrando el enlace, 1906.

En diciembre de 1905, después de regresar a Washington de su viaje diplomático, Alice se comprometió con Nicholas Longworth III, un miembro de la Cámara de Representantes de EE. UU. Republicano de Cincinnati, Ohio, que finalmente ascendería a Presidente de la Cámara de Representantes de los Estados Unidos. Los dos se habían movido en los mismos círculos sociales durante varios años, pero su relación se consolidó durante el Crucero Imperial. Descendiente de una familia de Ohio socialmente prominente, Longworth era 14 años mayor que ella y tenía reputación de playboy en Washington D. C. Su boda tuvo lugar en febrero de 1906 y fue el gran acontecimiento social de la temporada. Asistieron más de mil invitados, con enormes multitudes reunidas en los exteriores esperando poder ver a la novia. Lució un vestido de novia azul y cortó dramáticamente la tarta nupcial con una espada (tomada prestada de un asesor militar que asistió a la recepción). Inmediatamente después de la boda, la pareja se fue de luna de miel en un largo viaje que empezó en Cuba seguido de una visita a los Longworth en Cincinnati. Siguieron a Inglaterra y el continente europeo incluyendo cenas con muchos dignatarios: el rey Eduardo, el Káiser Guillermo, Clemenceau, Whitelaw Reid, Lord Curzon, y William Jennings Bryan. Compraron una casa en 2009 Massachusetts Avenue, N.W., en Washington D. C., ahora la sede del Washington Legal Fundation.
Alice apoyó públicamente la candidatura de Bull Mose en 1912, mientras su marido permaneció leal a su mentor, el presidente Taft. Durante aquel ciclo de elecciones, ella apareció sobre el escenario con el candidato a la vicepresidencia de su padre, Hiram Johnson, incluso en el propio distrito de Longworth, que perdió por aproximadamente 105 votos y bromeó que ella valía al menos 100 votos (lo que significa que ella fue la razón por la que perdió). Sin embargo, fue elegido otra vez en 1914 y se quedó en la Casa Blanca para el resto de su vida.
La campaña de Alice contra su marido causó una brecha permanente en su matrimonio. Durante su vida conyugal, ella tuvo numerosas aventuras. Como informa la biografía de Alice de Carol Felsenthal, y Betty Boyd Caroli en The Roosevelt Women, así como también Rebecca Winters Keegan periodista de Times, era de aceptado conocimiento general en Washington D. C. que tuvo un largo y continuado romance con el senador William Borah, y la apertura de los diarios de Alice a los investigadores históricos indica que Borah fue el padre de su única hija, Paulina Longworth (1925–1957).
Alice era reconocida por su humor "brillantemente malicioso", incluso en esta situación sensible, habría querido nombrar a su hija "Deborah," como en "de Borah". Y según un amigo familiar, "todo el mundo la llamó [Paulina] 'Aurora Borah Alice'".
El 11 de mayo de 1908, Alice de modo parecido se divirtió en el Capitolio, en la galería de la Cámara de Representantes, al colocar una tachuela en la silla de un caballero desconocido pero "de mediana edad" y "digno". Al sentarse, saltó hacia arriba de dolor y sorpresa mientras ella miraba burlonamente hacia otro lado.

## Tras la presidencia Roosevelt

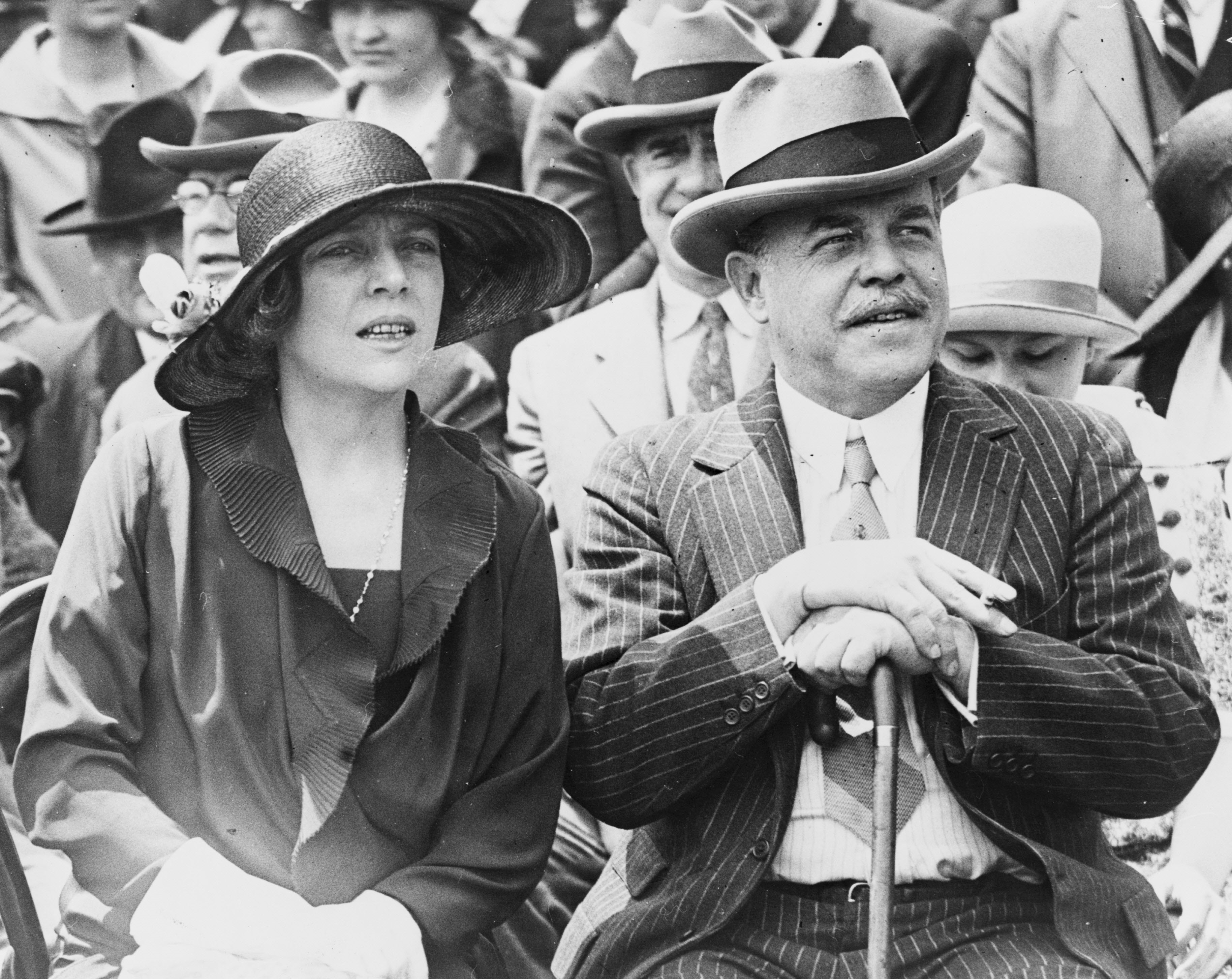
Alice Roosevelt Longworth y su marido, el congresista por Ohio y portavoz de la Casa Blanca, Nicholas Longworth en la escalinata del Capitolio en 1926.

Cuando llegó el momento de que la familia Roosevelt abandonara la Casa Blanca, Alice enterró una muñeca vudú de la nueva primera dama, Nellie Taft, en el patio delantero. Más tarde, los Taft la expulsaron de su antigua residencia —la primera pero no la última administración en hacerlo. Durante la administración de Woodrow Wilson (de la que fue expulsada en 1916 por contar un chiste obsceno sobre Wilson), Alice trabajó contra la entrada de los Estados Unidos en la Liga de las Naciones.

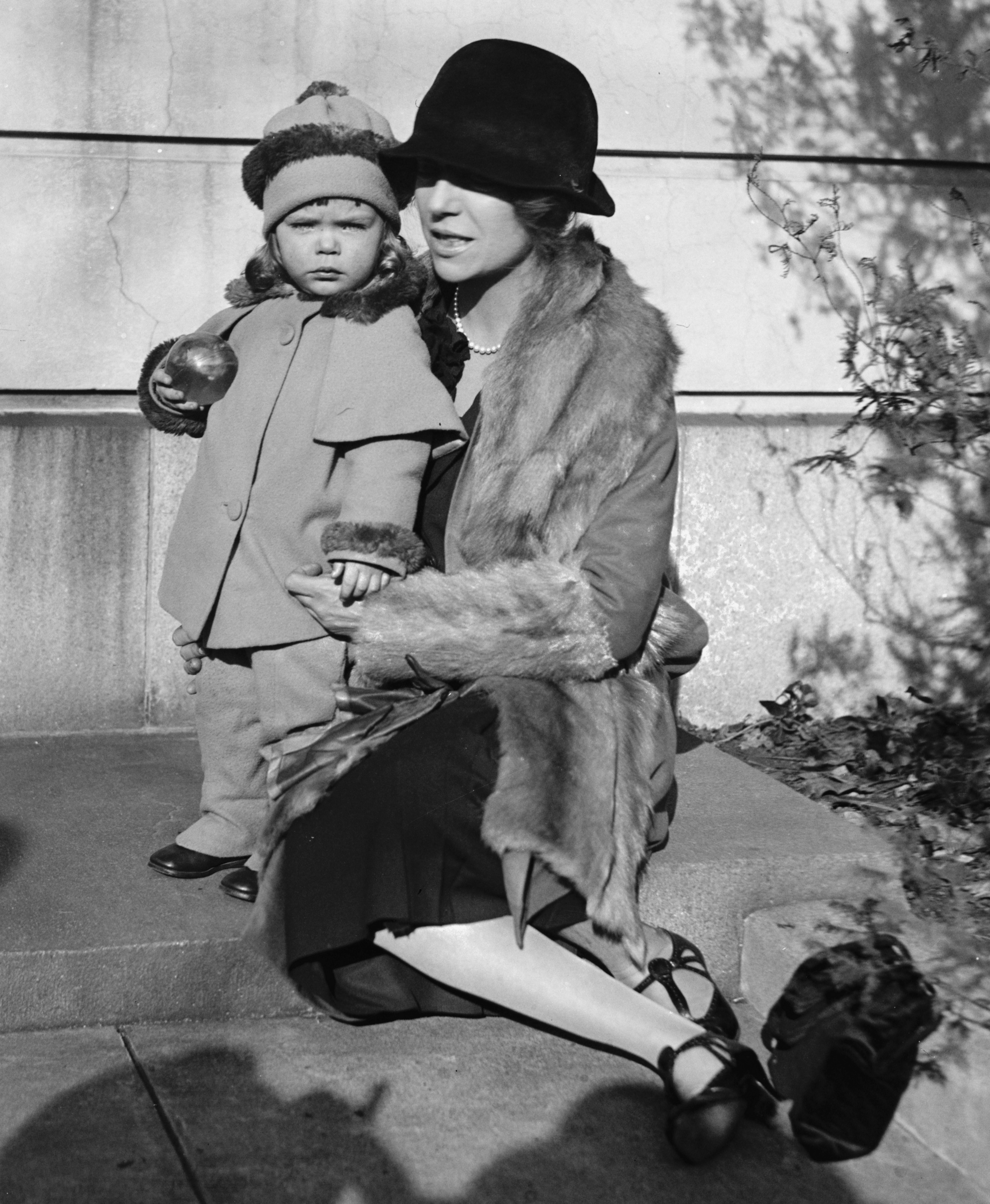
Alice Roosevelt Longworth en su 43.º cumpleaños en 1927 con su hija Paulina, de dos años. El padre biológico de la niña era el senador William Borah.

Durante la Gran Depresión, cuando, como otros muchos estadounidenses acomodados, vio su fortuna disminuir, Alice apareció en anuncios de tabaco para recaudar dinero. También publicó una autobiografía, Crowded Hours. El libro se vendió bien y recibió excelentes críticas. La revista TIME alabó su "despreocupada vitalidad."
El ingenio de Alice podía tener un efecto político tanto sobre amigos como sobre enemigos. Cuando el columnista y primo Joseph Wright Alsop V reclamó que había apoyo de base para el candidato a la presidencia republicano Wendell Willkie, la esperanza republicana de derrotar a Franklin D. Roosevelt en 1940, ella dijo que sí, "la base de 10 000 clubes de campo." Durante la campaña presidencial de 1940, proclamó públicamente que ella "preferiría votar a Hitler antes que a Franklin para un tercer mandato." Alice derribó a Thomas Dewey, el oponente de 1944 de su primo Franklin, al comparar al candidato republicano con su bigote de lápiz con "el novio en el pastel de boda." La imagen perduró y el gobernador Dewey perdió dos elecciones presidenciales consecutivas.
Paulina Longworth se casó con Alexander McCormick Sturm, con quien tuvo una hija, Joanna (nacida el 9 de julio de 1946). Alexander murió prematuramente en 1951. Paulina misma falleció en 1957 debido a una sobredosis de píldoras para dormir.
No mucho antes de la muerte de Paulina, ella y Alice habían hablado del cuidado de Joanna en caso de un suceso así. Alice luchó y ganó la custodia de su nieta, a la que crio. En contraste con la relación de Alice con su hija, ella adoraba a su nieta, y las dos eran muy cercanas. En un artículo en American Heritage en 1969, Joanna fue descrita como "persona altamente atractiva e intelectual de veintidós años" y "una colaboradora notable a la juventud de la señora Longworth... Los vínculos entre ellas son cables gemelos de devoción y sano respeto" la señora L.,' dice una amiga, 'ha sido un padre y una madre maravillosos para Joanna: principalmente padre.'"

## Conexiones políticas

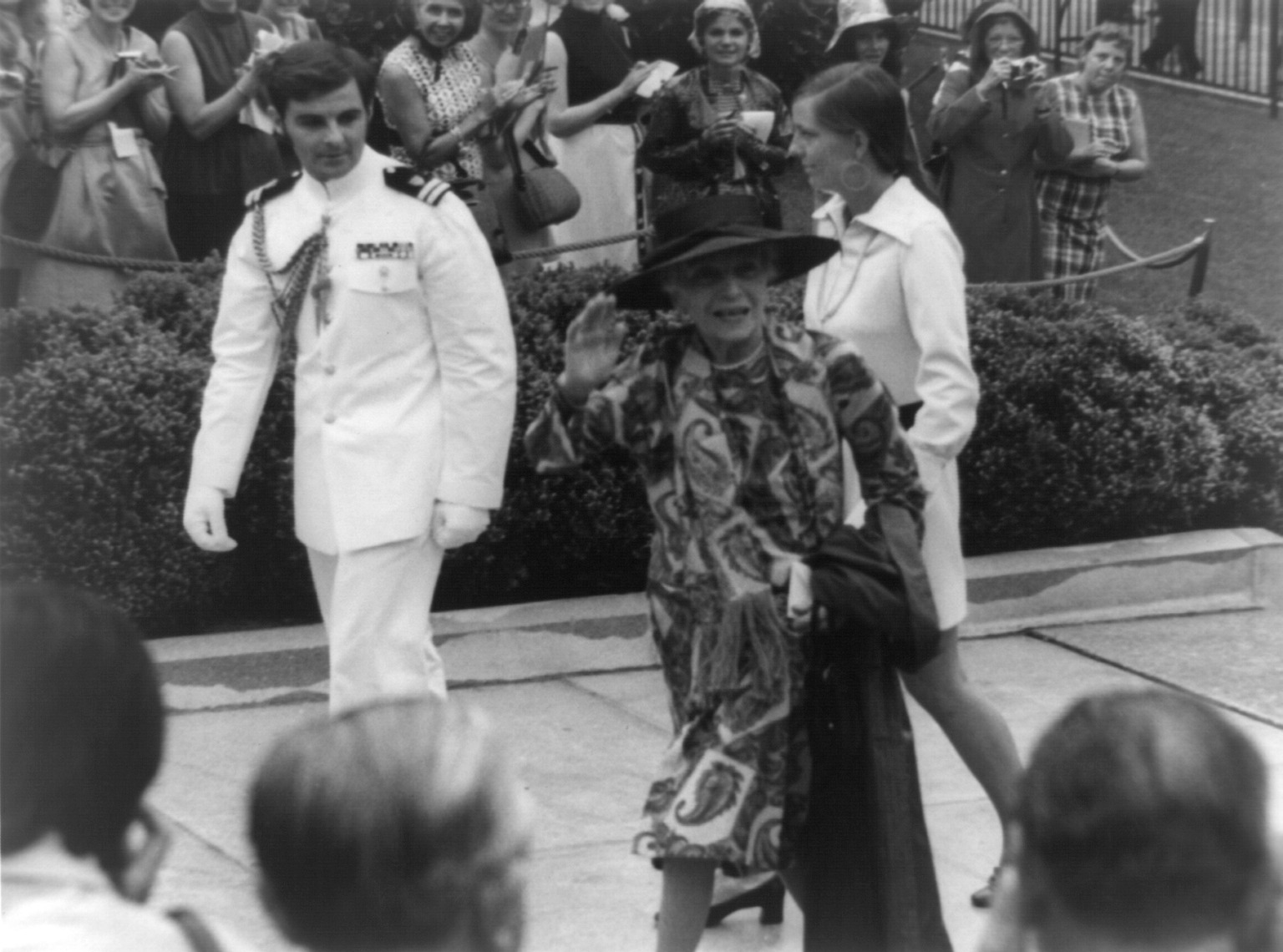
Alice Roosevelt Longworth con Joanna Sturm, su nieta, en la boda de Tricia Nixon en 1971.

Desde muy joven, Alice estuvo interesada en la política. Cuando la edad y la enfermedad incapacitaron a su tía Bamie, Alice ocupó su lugar como asesora política no oficial de su padre. Le advirtió contra la desafiante denominación de William Howard Taft en 1912. Alice tomó un punto de vista duro sobre los Demócratas y en su juventud simpatizó con el ala conservadora del Partido Republicano. Apoyó a su medio hermano Ted cuando este se postuló como gobernador de Nueva York en 1924. Cuando Franklin D. Roosevelt se postuló como presidente en 1932, Alice se opuso públicamente a su candidatura. Escribiendo en el Ladies' Home Journal en octubre de 1932, dijo de él: "Políticamente, su rama de la familia y la nuestra siempre han estado en diferentes campos, y el mismo apellido es aproximadamente todo lo que tenemos en común... Soy republicana... Voy a votar a Hoover... Si no fuera republicana, todavía votaría al señor Hoover en este momento".
A pesar de que Alice no apoyó a John F. Kennedy en las elecciones de 1960, se enamoró de la familia Kennedy y "aprendió cómo de divertidos y atractivos podían ser los demócratas". Desarrolló una amistad afectuosa, aunque a veces tensa, con Bobby Kennedy, quizás debido a su piel demasiado fina. Cuando Alice se burló en privado de su escalada al recién nombrado Monte Kennedy de Canadá, no le pareció nada divertido.
Alice desarrolló una amistad genuina con Richard Nixon cuando fue vicepresidente, y a su regreso a California después del segundo mandato de Eisenhower, se mantuvo en contacto y no consideró que su carrera política hubiera terminado. Alice animó a Nixon a regresar a la política y continuó invitándole a sus famosas cenas. Nixon le devolvió estos favores invitándola a su primera cena oficial en la Casa Blanca y a la boda de su hija Tricia Nixon en 1971.

## Últimos años
En 1955, Alice se cayó y se rompió la cadera. En 1956, fue diagnosticada con cáncer de mama, y aunque experimentó una mastectomía exitosa en el momento, el cáncer reapareció en su otro pecho en 1970, requiriendo una segunda mastectomía.

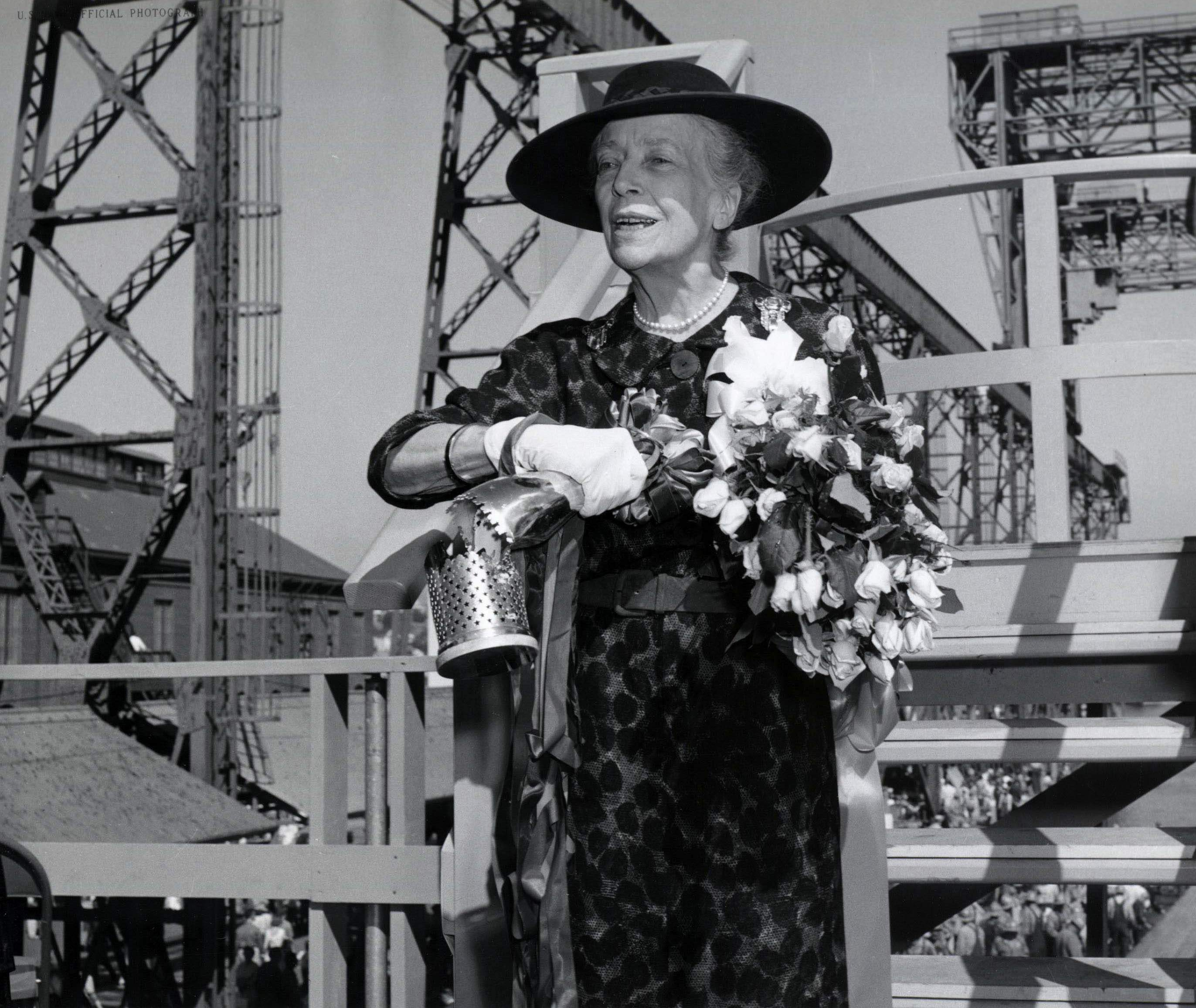
Alice Roosevelt Longworth bautizando el submarino nombrado por su padre, el USS Theodore Roosevelt, en 1959.

Alice fue miembro de toda la vida del partido Republicano. Sin embargo, sus preferencias políticas empezaron a cambiar cuando se volvió cercana a la familia Kennedy y Lyndon Johnson. Votó al Partido Demócrata en 1964 y apoyó a Bobby Kennedy en las primarias demócratas de 1968.
Es posible que su cambio en política se debiera a los trastornos sociales que ocurrieron en la sociedad estadounidense en la época. Comenzando a finales de la década de 1950 y continuando hasta la de los 1970, la lucha de los afroamericanos por la igualdad social y legal no pudo haber pasado desapercibida a una mujer siempre conocida por acercarse a todo el mundo con respeto, sin considerar su posición social. Como ejemplo de sus actitudes sobre la raza, en 1965 su chófer negro Richard Turner, que era también uno de sus mejores amigos, conducía a Alice a una cita. Durante el viaje, Turner se detuvo ante un taxi, y el conductor salió y se encaró con él, vociferando "¿Qué te crees que estás haciendo, bastardo negro?". Turner se tomó el insulto con calma, pero Alice no, y le espetó al taxista, "¡está llevándome a mi destino, hijo de puta blanco!".
Después de que Robert Kennedy fuera asesinado en 1968, Alice apoyó otra vez a su amigo Richard Nixon, como había hecho en su campaña de 1960 contra John F. Kennedy. Su larga amistad con Nixon terminó con la conclusión del Escándalo Watergate, específicamente cuando Nixon citó el diario de su padre en su dimisión: "Sólo si has estado en el valle más profundo puedes saber lo bueno que es estar en lo más alto de la montaña". Esto enfureció a Alice, que lanzó improperios contra la pantalla del televisor al verle comparar su salida temprana de la Casa Blanca (ante la probable acusación y procesamiento) a la pérdida de su joven padre idealista de su esposa y madre en el mismo día debido a enfermedad".
Fue cordial con el sucesor de Nixon, Gerald Ford, pero una carencia percibida de gracia social por parte de Jimmy Carter la hizo negarse a conocerle, el último presidente en funciones de su larga vida. En la declaración oficial sobre su deceso, el presidente Carter escribió " tenía estilo, tenía gracia, y tenía un sentido del humor que mantuvo a generaciones de recién llegados políticos a Washington preguntándose que era peor— ser engañado por su ingenio o ser ignorado por ella".
Después de muchos años de mala salud, Alice murió en su casa de Embassy Row House el 20 de febrero de 1980, a los 96 años de enfisema y neumonía, con efectos acumulados de otras enfermedades crónicas. Está enterrada en el Cementerio de Rock Creek (Washington D. C.), siendo el último vástago superviviente de Theodore Roosevelt.

### Artículos
- Marquis James (pseud. Quid), "Princess Alice" El Nuevo Yorker 1/2 (28 de febrero de 1925): 9–10 [perfil]